# アングサイクリン

サクアヤマイシンAの化学構造

アングサイクリン（英：Angucyclines）はストレプトマイセス属から分離された抗生物質で、様々な種類の癌に対する細胞増殖抑制剤として化学療法に使用されている。アングサイクリンにはアクアヤマイシン、ランドマイシン、モロマイシン、サクアヤマイシン、ウルダマイシン、ビネオマイシンなどがある。

## 関連記事
- アントラサイクリン